# Бєляєв Євген Михайлович
Євген Михайлович Бєля́єв (рос. Евгений Михайлович Беляев; нар. 11 вересня 1926, Клинці — пом. 21 лютого 1994, Москва) — російський співак (ліричний тенор).

## Біографія
Народився 11 вересня 1926 року в місті Клинцях (тепер Брянська область, Росія) в сім'ї робітників. Навчався в середній школі № 2 у Клинцях. У Червоній армії з 7 жовтня 1943 року. Брав участь у німецько-радянській війні, служив в артилерії. Воював на Вісленському, Одерському і Сандомирському плацдармах, пройшов з боями Польщу, Чехословаччину, Німеччину.
З 1947 року — соліст Ансамблю пісні і танцю Прикарпатського військового округу. Член КПРС з 1952 року. Впродовж 1953–1955 років — соліст Ансамблю пісні і танцю Київського військового округу, з 1955 року — Ансамблю пісні і танцю Радянської армії імені Олександра Александрова. У 1968 році закінчив Московський музично-педагогічний інститут імені Гнєсіних.
Помер у Москві 21 лютого 1994 року. Похований на Троєкуровському цвинтарі (ділянка № 3).

## Творчість
У репертуарі співака була російські і зарубіжні класичні пісні, українські і російські народні пісні, твори радянських композиторів, виконував арії, романси. Всього виконав понад 100 пісень, серед яких:
- «Ах-ти дівчина»;
- «Ах ти зимушка-зима»;
- «Виходжу один я на дорогу»;
- «Ось мчить трійка поштова»;
- «Коробейники»;
- «Дзвіночки мої»;
- «Малюк»;
- «Моє Підмосков'я»;
- «Ніченька»;
- «Вогник».

У 1960-ті роки брав участь в зйомках новорічного «Блакитного вогника», брав участь у фільмах-концертах.

## Відзнаки
Нагороджений
- орденами Червоної Зірки (20 листопада 1964), Вітчизняної війни ІІ-го ступеня (6 квітня 1985)[4];
- медалями «За перемогу над Німеччиною» (9 травня 1945), «За відвагу» (27 травня 1945), «За бойові заслуги» (30 грудня 1956)[4];

почесні звання СРСР
- Заслужений артист РРФСР з 1958 року[5];
- Народний артист РРФСР з 1961 року[5];
- Народний артист СРСР з 1967 року;
- Державна премія СРСР за 1978 рік.

Почесний громадянин міста Клинців.

## Вшанування пам'яті
- У 1996 році  дитячій музичній школі міста Клинців присвоенє ім'я Євгена Бєляєва[6];
- 2007 року в центральному парку Клиців встановлене його погруддя[6].